# Nikodemus Holler
Nikodemus Holler (Mühlacker, 4 de maio de 1991) é um ciclista alemão, membro da equipa Bike Aid. A sua vitória mais importante foi a vitória da Tour dos Camarões em 2017.

## Palmarés
2017
- Tour dos Camarões, mais 1 etapa

2018
- 2 etapas do Volta à Hungria
- 1 etapa do Tour de Singkarak